# Toyota Highlander
Toyota Highlander je SUV crossover japonské automobilky Toyota, který byl představen nejprve v roce 2000.
Model byl představen v roce 2000 v New Yorku v USA. V letech 2000 až 2006 šlo o nejprodávanější SUV značky Toyota, v roce 2006 jej však předběhla Toyota RAV4. V Japonsku byl tento model v letech 2000 až 2007 prodáván pod názvem Toyota Kluger, v Austrálii vůz nese tento název dodnes (v Austrálii má totiž na označení Highlander ochrannou známku automobilka Hyundai). V Číně se vůz prodává pod názvem Toyota Crown Kluger.
V průběhu let prošel model řadou úprav, jmenovitě v letech 2001, 2003 a 2005. V roce 2007 pak byla představena nová generace vozu, která byla upravena v roce 2010. Další generace byla představena v březnu 2013, faceliftována v roce 2016. Čtvrtá generace vozu byla představena v roce 2019, v Číně byl prodej této generace zahájen v dubnu 2021, v Česku byla uvedena již v roce 2020. V roce 2023 byl představen model zvaný Grand Highlander pro trh v Severní Americe.

## Galerie

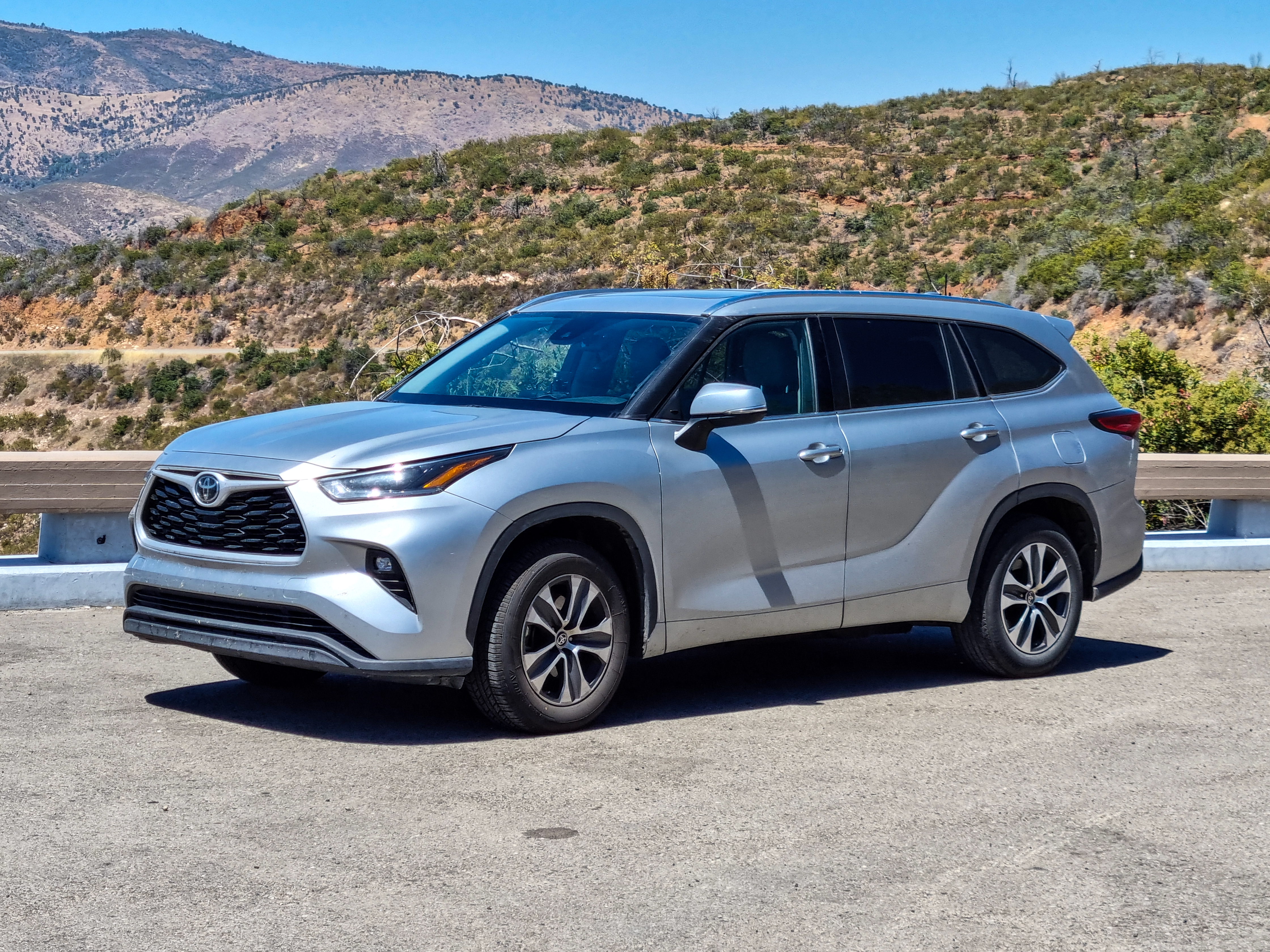
Toyota Highlander ve stříbrném provedení v Kalifornii (2022)
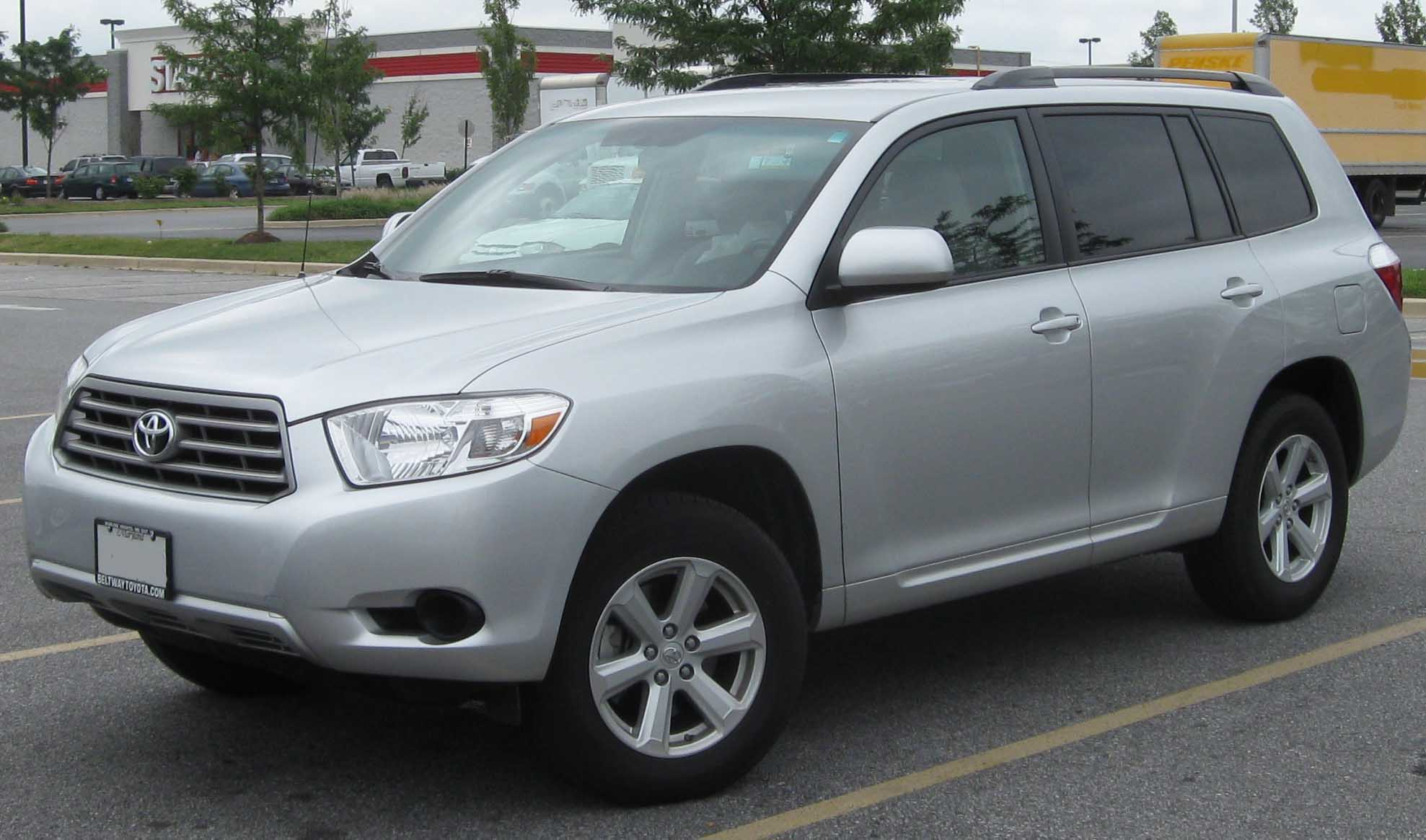
Stříbrná Toyota Highlander v roce 2008
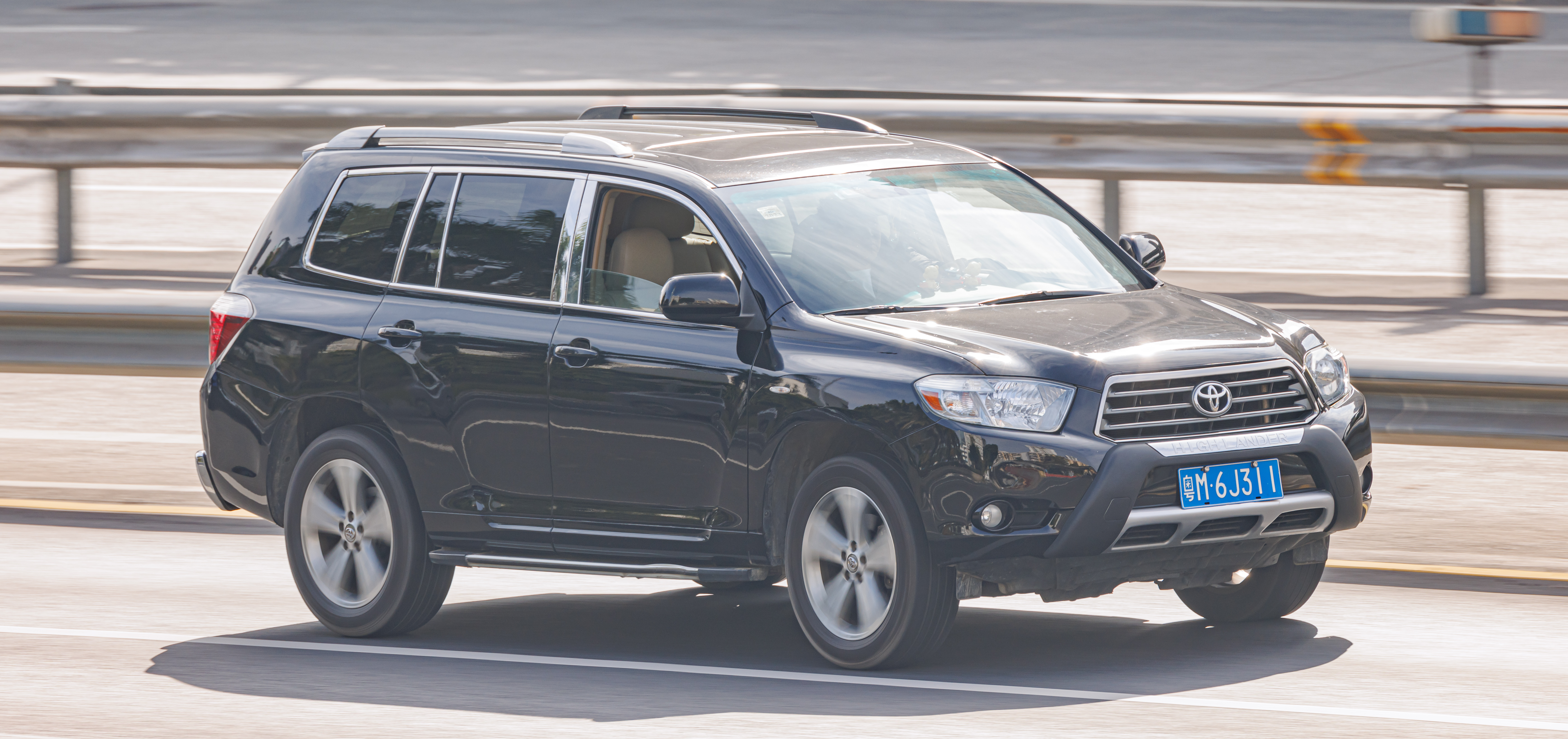
Toyota Highlander XU40 v Číně
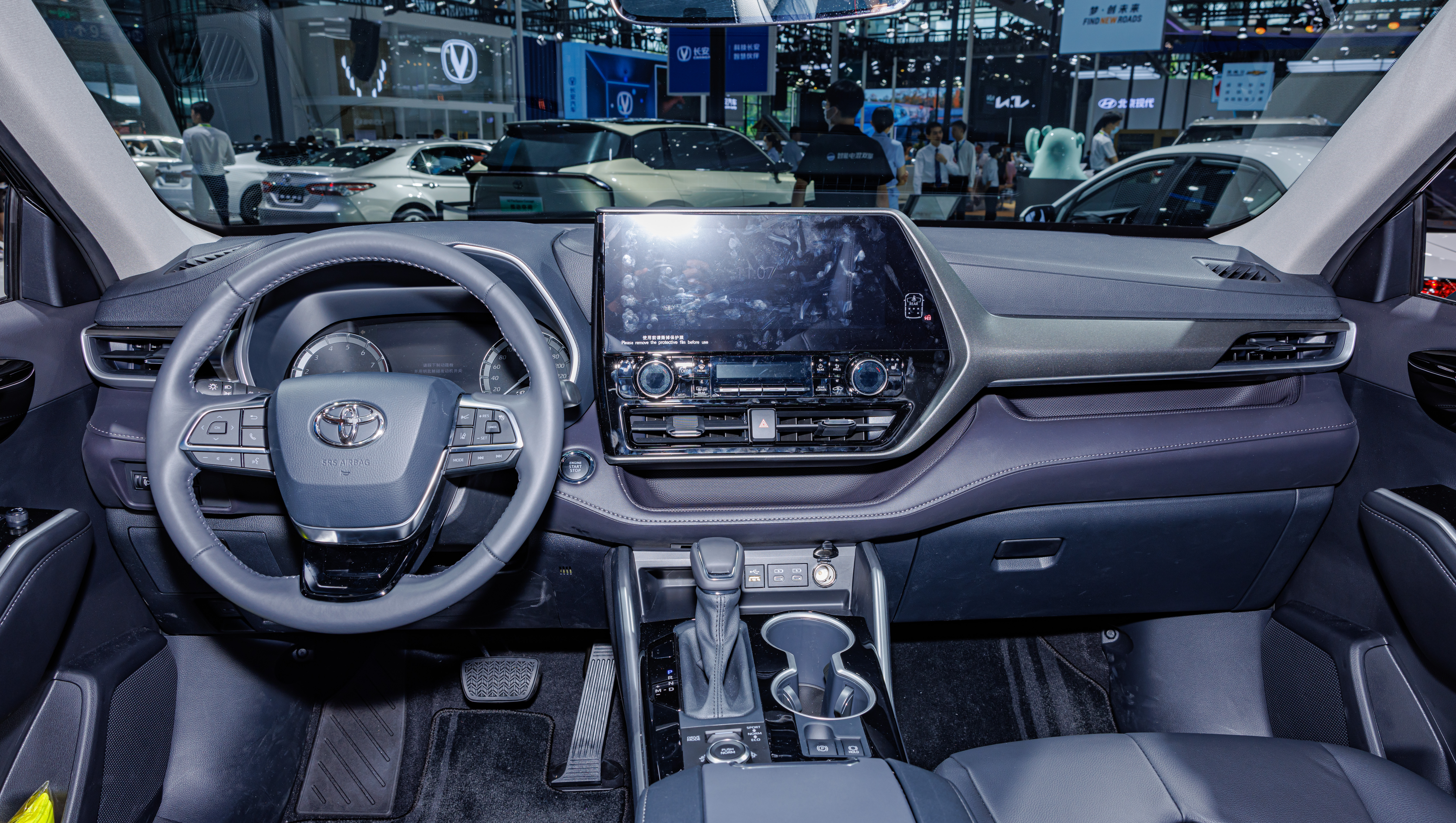
Interiér přední části vozu Highlander XU40
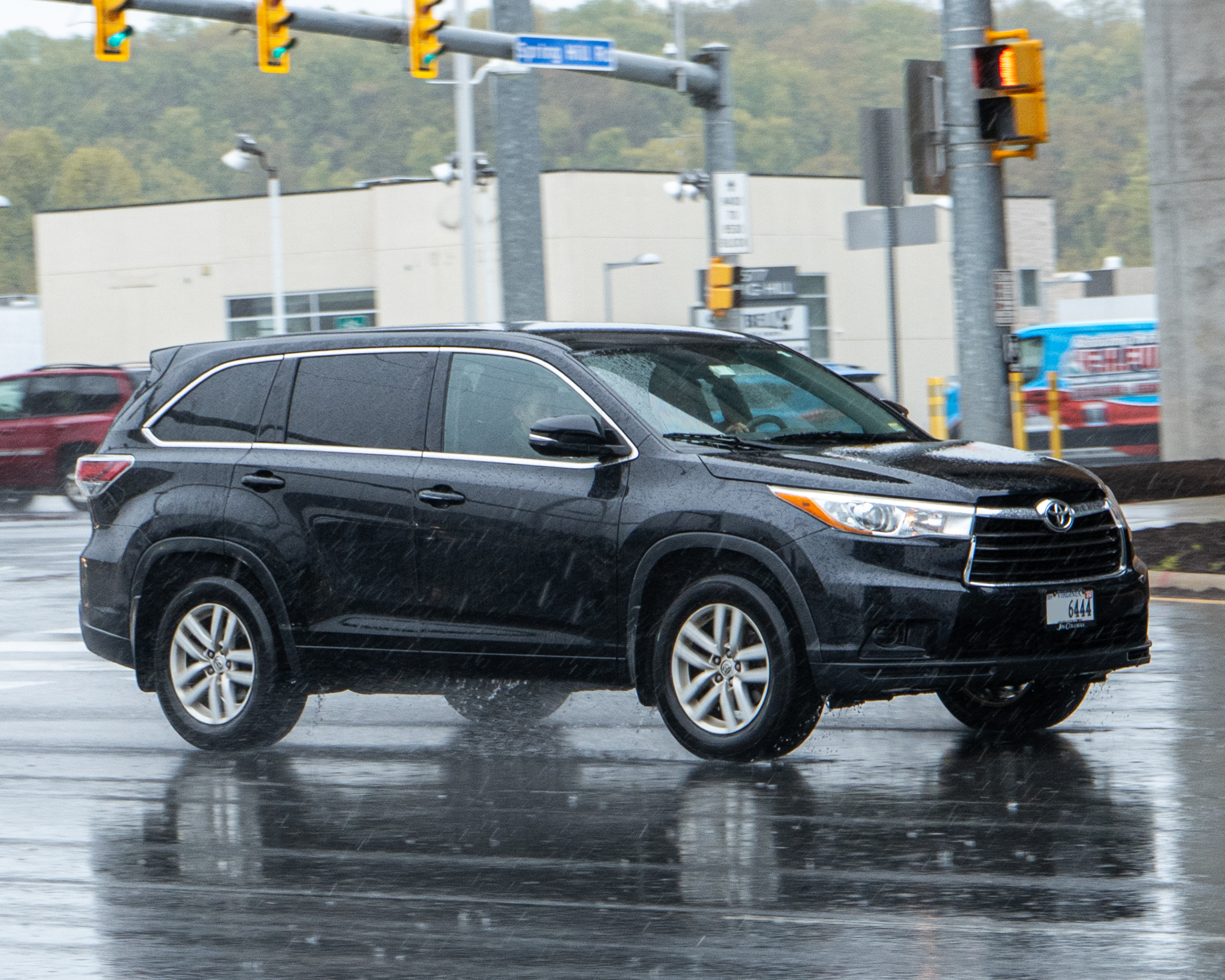
Toyota Highlander v černé barvě v USA
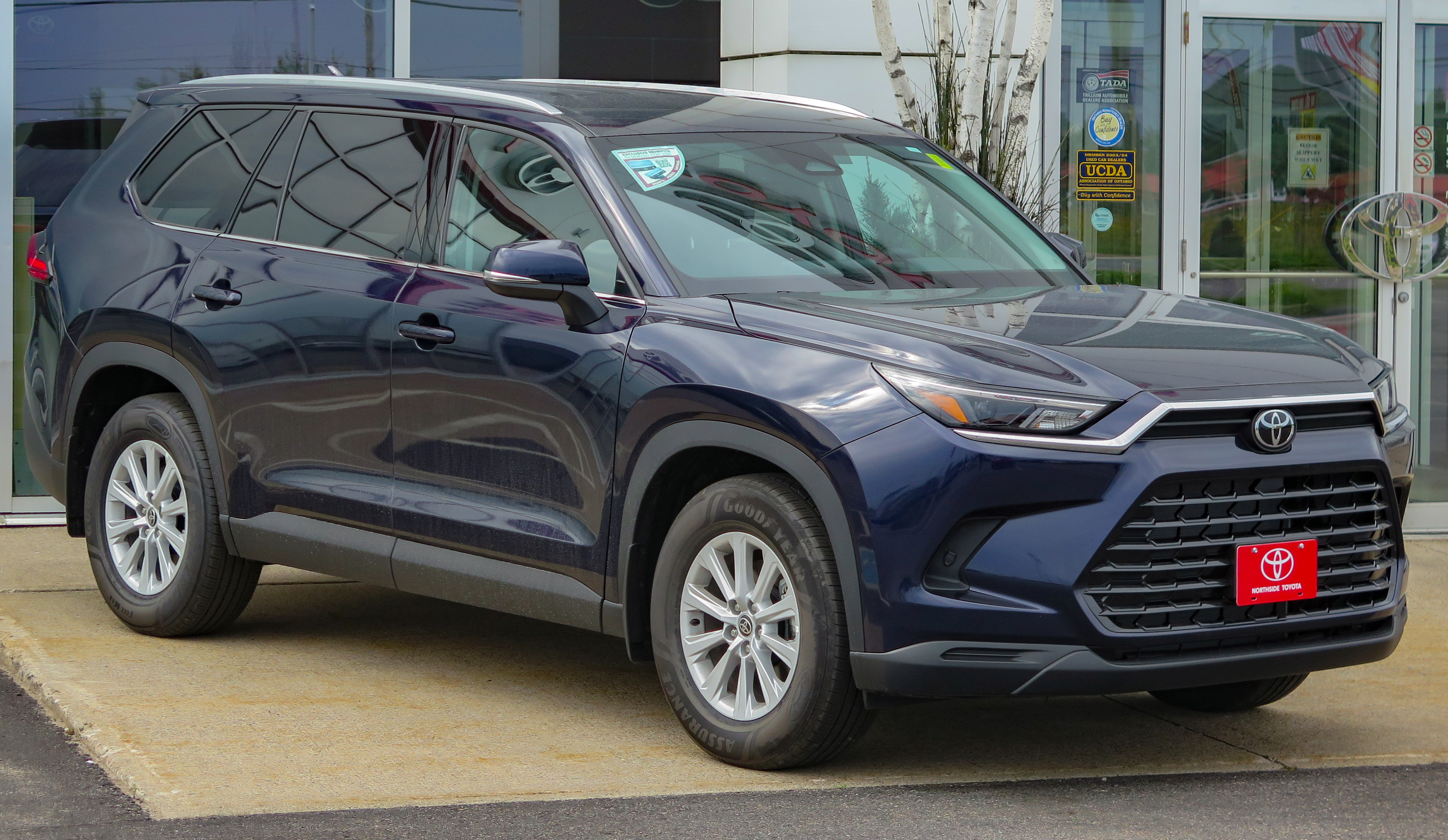
Grand Highlander v tmavě modré barvě v Kanadě